# MetroLyrics
MetroLyrics — це сайт, створений для розміщення на ньому текстів пісень. Заснований у 2002 році. Починаючи з 2010 року, MetroLyrics є найбільшим вебсайтом, присвяченим текстам пісень.
MetroLyrics був першим сайтом, спрямованим на розміщення, зберігання та легкий пошук текстів пісень, який отримав ліцензію на використання каталогу текстів пісень від ліцензованого агрегатора — компанії Gracenote Inc. у квітні 2008 року. Згідно з цією моделлю ліцензування, власники авторських прав на текст пісні, накопичують роялті-дохід за розміщення їхньої інтелектуальної власності на вебсайті MetroLyrics.com. Виплата роялті відбувається через Gracenote, а саме правило, як і ліцензія, поширюється на всі тексти пісень, розміщені на сайті. Ліцензування MetroLyrics — різко вирізняється на тлі інших подібних проєктів, оскільки багато вебсайтів, на яких розміщуються тексти пісень, і досі пропонують відвідувачам неліцензійний, часто піратський контент.
База даних MetroLyrics містить понад 1 мільйон пісень, виконуваних понад 16 000 виконавців. Станом на 2010 рік, у пошуковій системі Google, MetroLyrics була дев'ятою базою даних за кількістю пошукових запитів та результатів, які здійснювалися у США та Великій Британії.
MetroLyrics знаходиться у партнерстві із AOL Music, NME, MTV та Billboard.com. Окрім того, MetroLyircs є частиною онлайн-сервісів, реалізованих у програвачі мультимедіа Winamp, у якому база даних MetroLyrics інтегрується у сервіси програвача.
MetroLyrics був придбаний компанією CBS Radio у жовтні 2011 року.